# Champ conservatif
 (octobre 2016).
Si vous disposez d'ouvrages ou d'articles de référence ou si vous connaissez des sites web de qualité traitant du thème abordé ici, merci de compléter l'article en donnant les références utiles à sa vérifiabilité et en les liant à la section « Notes et références ».
Un champ de vecteurs est dit à circulation conservative si sa circulation sur toute courbe fermée est nulle.
Sous certaines conditions[Lesquelles ?] relatives au domaine de définition et à la régularité du champ, on peut dériver le potentiel de ce champ, fonction scalaire qui en permet une représentation alternative[pas clair]. 
De même, un champ de vecteurs est dit à flux conservatif si son flux sur toute surface fermée est nul (sa divergence est alors nulle, et réciproquement[réf. nécessaire]). Le champ magnétique est un exemple de champ à flux conservatif.

## Conditions pour qu'un champ soit conservatif
Un champ de vecteurs continu est à circulation conservative si et seulement si il dérive d'un champ scalaire. Dans ce cas sa circulation d'un point A à un point B est indépendante du chemin suivi de A à B. 
Soit {\displaystyle X} un champ de vecteurs de classe {\displaystyle C^{1}} défini sur un ouvert {\displaystyle U} de {\displaystyle \mathbb {R} ^{n}}. S'il est à circulation conservative on a, d'après ce qui précède, {\displaystyle X=\nabla f} où {\displaystyle f:U\to \mathbb {R} } est une fonction de classe {\displaystyle C^{2}}. Le théorème de Schwarz assure alors que {\displaystyle {\frac {\partial X_{j}}{\partial x_{i}}}={\frac {\partial X_{i}}{\partial x_{j}}}} quels que soient les entiers {\displaystyle i} et {\displaystyle j}. Ceci donne donc un condition nécessaire pour qu'un champ de classe {\displaystyle C^{1}} soit à circulation conservative. Dans le cas d'un champ défini sur un ouvert de {\displaystyle \mathbb {R} ^{3}} la condition précédente se réexprime simplement en {\displaystyle \mathrm {rot} X=0}.

Cette condition n'est cependant pas suffisante. En effet le champ de vecteurs 
 défini sur {\displaystyle (\mathbb {R} ^{2}\backslash \{(0,0)\})\times \mathbb {R} } n'est pas à circulation conservative même si {\displaystyle \mathrm {rot} X=0}.
Le lemme de Poincaré donne tout de même une réciproque partielle : dans le cas où {\displaystyle X} est défini sur un ouvert simplement connexe on a équivalence entre {\displaystyle X} est conservatif et {\displaystyle {\frac {\partial X_{j}}{\partial x_{i}}}={\frac {\partial X_{i}}{\partial x_{j}}}} quels que soient les entiers {\displaystyle i} et {\displaystyle j}.

## Application à l'électrostatique
En électromagnétisme, lorsque le champ est stationnaire, la circulation du champ électrique s'exprime comme la différence de potentiel en ces points :
{\displaystyle \int _{\mathrm {A} }^{\mathrm {B} }{\vec {E}}\cdot \mathrm {d} {\vec {r}}=V_{\mathrm {A} }-V_{\mathrm {B} }}
où {\displaystyle {\vec {r}}} est le vecteur position du point M où l'on observe {\displaystyle {\vec {E}}} et {\displaystyle V}.
Le champ électrostatique dérive d'un champ scalaire V, le champ de potentiel :
{\displaystyle {\vec {E}}=-{\overrightarrow {\operatorname {grad} }}V}.